# Педијатријски акутни респираторни дистрес синдром
Педијатријски акутни респираторни дистрес синдром, раније позната као хијалиномембранска болест, акутна је примарна болест плућа новорођенчета и један од најчешћих узрок смртности недоношчади. Ово стање у коме доминира плућна инсуфицијенција настаје као последица недостатка плућног сурфактанта, и у нормалном току, започиње по рођењу или кратко након тога и појачава се кроз прва два дана живота новорођенчета.
Болест се карактерише респираторним поремећајима (тахипнејом > 60/мин, увлачењем грудног коша, цијанозом (на атмосферском ваздуху), који перзистирају или прогредирају у току првих 48-96 сати живота новорођенчета. У ваздушним путевима се накупља беланчевинасти ексудат и ћелијски детритус (који се на хистолошком препарату боји еозином), а назива се „хијалина мембрана“, по којој поједини аутори болест називају хијалиномембранска болест. Појачан рад плућа (тахипнеја) слаби дисајну мускулатуру, и уместо до експанзије плућа, доводи до ретракције (увлачења) грудног коша, што још више погоршава дисање.
Да би новорођенче самостално дисало његове алвеоле морају да се напуне ваздухом, а да би остале раширене за то је потребна помоћ плућног сурфактанта. У противном плућне алвеоле при првом удаху остају затворене и настаје АРДС. Сурфакант се ствара у посебним ћелијама плућа, пнеумоцитима, паралелно са сазревањем плућа фетуса, тако да већ у 34 недељи трудноће у плућима новорођенчета сурфаканта има довољно.
Синдром респираторног дистреса најчешће се јавља код превремено рођене деце, близаначке трудноће, перинаталне асфиксије, деце мајки са шећерном болешћу, урођеном предиспозицијом итд. Болешћу су више угрожена деца рођена царским резом и деца мушког пола. Болест се може завршавити летално или потпуним излечењем новорођенчета у току првих неколико дана. Ако се не лечи смрт може наступити због прогресивне хипоксије и престанка дисања, док код преживелих опоравак настаје између другог и четвртог дана.
АРДС се може спречити превентивним мерама, од којих су најзначајније; праћење зрелости плода, утврђивање зрелости плућа (одређивањем односа лецитин/сфингомијелин у плодовој води), применом кортикостероида код породиље и превенцијом превременог порођаја.
Циљ лечења АРДС-а је да се обезбеди поступак који ће максимално повећати број преживелих, уз што је могуће мање штетних последица, јер многи поступци у сврху стабилизације недоношчета по рођењу (примена кисеоника, вентилација позитивним притиском), нису засновани на доказима и могу понекад бити штетни. Механичка вентилација је најчешће пресудна за преживљавање (али исто тако оштећује плућа), а важене су и потпорни мере (равнотежа течности, подршка циркулације, одржавање телесне температуре, адекватна исхрана, лечење артеријског дуктуса), како би се крвни притисак непрестано одржавао у нормалним границама.

## Синоними
Респираторни дистрес синдром (РДС) • Хијалиномембранска болест • Акутни респираторни дистрес синдром новорођенчади • Неонатални респираторни дистрес синдром

## Епидемиологија
Морбидитет
Према проценама здравствене службе у Сједињеним Државама, респираторни дистрес синдром јавља се у 20.000-30.000 новорођенчади сваке године и представља компликацију у око 1% трудноћа.
Око 50% новорођенчади рођене у 26-28 недеље трудноће развија респираторни дистрес синдром, док се код мање од 30% превремено рођене новорођенчади у 30-31 недеље трудноће развија РДС.
Према једном од истраживању (спроведеном у 12 универзитетских болница у САД), учесталост респираторног дистрес синдрома је:
- 42% код одојчади тежине 501-1.500 грама,
- 71% код одојчади тежине 501-750 грама,
- 54% код одојчади тежине 751-1.000 грама,
- 36% код одојчад тежине 1.001- 1.250 грама и
- 22% код одојчади тежине 1.251-1.500 грама.[6]

Демографске разлике
Респираторни дистрес синдром који се јавља у свим земљама света и код свих народа и раса, ипак је најчешћи код превремено рођене деце беле расе.

## Етиологија
У превремено рођене деце, примарни узрок РДС је недостатак сурфактанта због незрелости ензимских система који учествују у његовој синтези, што има за последицу одсуство њихове секреције, и доводи до:
- Ателектазе
- Неуједначеног односа између вентилације и перфузије
- Хиповентилације са хипоксемијом и хиперкапнијом
- Респираторне и метаболичке ацидозе, која доводи до плућне вазоконстрикције и оштећења интегритета ендотелијалног епитела.
- Излучивање и накупљање протеинског ексудата и формирање хијалина мембране (отуда и назив болести).
- Бронхопулмонална дисплазија (БПД). Под утицајем хипоксије, ацидозе, хипотермија, и хипотензије, која код многих новорођенчади, настаје као последица токсичног дејства кисеоника, баротрауме и волутрауме у њиховим структурно незрелим плућима, и прилива инфламаторних ћелија, која интезивирају васкуларна оштећења, и доводе до бронхопулмонална дисплазијом (БПД). Недостатак антиоксиданта и слободних радикала још више погоршавају стање.

Хијалина мембрана у алвеолама може да се формира у року од пола сата након порођаја, да би код већине превремено рођене деце, епител почео да зараста након 36-72 часова од рођења, и отпочео са синтезом ендогених сурфактанта. Фазу опоравка карактерише обнављање алвеоларних ћелија, укључујући тип II ћелија, уз значајно повећање активности сурфактанта.
Хронична процес често настаје код одојчади која су изузетно незрела и критично болесна као и код одојчади које рађају мајке са хориоамнионитисом, и који резултује бронхопулмонална дисплазијом. У изузетним случајевима код превремено рођене деце, поремећај се може јавити током сакуларне фазе, која доводи до хроничне плућне болести под називом бронхопулмонална дисплазијом (БПД).
Инциденца генетски изазваних површински плућних поремећаја је непознат. Након прегледа 300 превремено рођене одојчади са тешким респираторним дистрес синдром:
- 14% испитаника имало је недостатак SP-B (хидрофобног протеина који побољшава адсорпцију и стабилност сурфактантих липида потребних да смање површинске напетости у алвеолама и учествују у регулисању унутарћелијских и екстрацелуларних процесе кључних за очување функције респираторни структура).[8]
- 14% испитаника недостатак ABCA3 гена (мутације аденозин трифосфата (АТП) у ABCA3 - гену, код новорођенчади резултира фаталним недостатком сурфактанта, и одсуством правилног формирање ламеларних органа и других функција од значаја за функцију плућа у плућним болестима.[9]

### Предиспозиција
| Фактори предиспозиције за РДС                                              | Фактори предиспозиције за РДС | Фактори предиспозиције за РДС |
| -------------------------------------------------------------------------- | --- | ----------------------------- |
| Новорођенчад код којих се најчешће јавља РДС                               | - Новорођенче беле расе - Новорођенче мушког пола - Новорођенче које је родила мајка са дијабетесом - Новорођенче рођено путем царског реза - Друго рођени близанци - Новорођенче са породичном историјом респираторног дистрес синдром                                          |                               |
| Учучесталост РДС је мања у следећим случајевима                            | - Коришћење стероида од стране трудница - Трудноћом индукованом хронична хипертензија мајке - Продужена руптура мембране - Мајки зависних од наркотика |                               |
| Секундарна недостатак сурфаканата може настати код деце у следећим стањима | - Интрапартална асфиксија - Плућне инфекције (нпр, групом Б бета хемолитичког стрептококуса пнеумоније) - Плућна крварење - Меконијумом изазвано запаљење плућа - Токсично дејство кисеоника уз баротрауму или волутрауму плућа - Урођена дијафрагмална кила и хипоплазије плућа |                               |

## Патофизиологија
Патофизиологија педијатријског акутног респираторни дистрес синдрома је сложен и вишеструка. Према досадашњим истраживањима сматра се да у њој учествују три различите компоненте:
1. Природа стимулуса који иницира или проузрокује АРДС
2. Одговор домаћина на овај стимуланс
3. Улога коју јатрогенија има у напредовању и даљем току поремећаја.

### Хистопатолошке фазе
Ток АРДС могу се поделити на следеће три хистопатолошких фазе;
Ексудативна фаза
Оштећење плућних ендотелних ћелија и алвеоларних епителних ћелија јавља се током 1-7 дана од првобитне повреде. Ваздушни простори у овој фази су испуњени ексудатом и микроваскуларним тромбом који доводи до оклузије капилара.
Пролиферативна фаза
Ова фаза се дешава између прве и треће недеље од почетка повред. Тип два пнеумоцити, фибробласти, и миофибробласти се убрзано размножавају, што доводи до проширења алвеоларних преграда и конверзије накупљеног унутрашњег алвеоларног хеморагијског ексудата у ћелијско гранулационо ткиво.
Фиброзна фаза
Након три недеље, од почетка повреде, плућа су изложа ремоделирању и стварању фиброзе.

### Каскадне промена у АРДС
Током ексудативне фазе, иницирајући стимулус доводи до каскадног ефеката, од којих је најнепосреднији повећање алвеоларне и пулмонарне капиларне пропустљивости. Протеином богата течност преплављује алвеоле, а активцију неутрофила и макрофага прати, и покретање запаљењског процеса. На овом ниво каскаде укључује се ослобађање интерлеукина, фактора некрозе тумора (ТНФ), и других инфламаторних медијатора. Док неутрофили ослобађају оксиданте, леукотриене, и разне протеазе.
Укупан ефекат наведених промена на ћелијском нивоу прађен је великим оштећењем ћелија, денудацијом алвеола и одлубљивањем ћелијског детритуса у лумен алвеола. У међувремену, у плућним капиларима, ендотелне ћелије бубре, настаје агреграгација тромбоцита, и настаје прокоагулантна каскада, што доводи до тромбозе у малим крвним судовима.
На клиничком нивоу, дисања постаје интензивно (тахипнеја) и отежано, јер није у складу са пражњењењем и пуњењењем алвеола, због бројних накупина ћелијског детритуса и аксудата у алвеолама, што ствара повећан отпор кретању ваздуха у дисајним путевима. Недостатак сурфактанта доводи до колапса алвеола због повећаног површинског напона. У овим условима настаје алвеоларни колапс, смањење капацитета плућа испод функционалног резидуалног капацитета (ФРЦ), што додатно доводи до ателектазе и нарушене функције дисања. Сви напред наведени процеси који су довели до смањене респирације, сада захтевају додатни притисак који је неопходан да да увећа запремину ваздушног простора алвеола.
Поред тога, преостали одрживи део плућа може бити је јако мали и нееалстичан (крут). Чак и када се смањи укупан прилагодљиви део плућа, нпр. на мање 25%, плућа могу да се учествује у размени гаса. Онима болесницима код којих су остали нетакнути пједини региони плућа имају већу шансу за мањи број компликација (нпр, пнеумоторакса) када су им плућа изложена прекомерним притисцима и надувавању.

### Поремећаји у оксигенацији
Проширеног интерстицијални простор између алвеола и васкуларног ендотел смањује кисеонички дифузијски капацитет. Хипоксија настаје као резултат напред описаних промена. Нарушена функција алвеола је резултат ниско односа између вентилације и перфузија или десно левог плућног шанта. Крајњи учинак је тај да венске смеша крви, без кисеоника, која пролази кроз плућа не апсорбује довољно кисеоника и изазива релативну десатурације артеријске крви када се меша са крвљу која је већ обогаћена кисоником.

### Плућна хипертензија
Као последица АРДС може се развити плућна хипертензија, која настаје под утицајем хипоксије, хиперкапније и тромбоза малих крвних судова. Упорна плућна хипертензије може резултовати повећањем рада десне коморе, дилатацијом десне коморе, и на крају, излазном делу леве коморе опструкције интравентиркуларног септални отвора ка левој комори. Ове промене, заузврат, могу смањити минутни волумен срца и испоруку кисеоника виталним органима.

### Јатрогенија у АРДС
Јатрогенија и проблеми повезани са њом могу додатно компликовати клиничку слику. Токсичност кисоника може се манифестовати ако је FIO2 већи од 60%, што доводи на секундарног оштећења плућа слободним кисеоничким радикалима. Висок FIO2 (> 95%) такође може изазвати апсорпциону ателектаза, и додатно смањењити број функционалних алвеола.

## Клиничка слика
Клиничка слика АРДС манифестује се раним респираторним дистресом, одмах након порођаја или неколико сати потом, и укључује
- цијанозу,
- диспнеју,
- увлачење међуребарних (интеркосталних) простора и грудне кости (стернума)
- тахипнеју
- застоја дисања (на које указују гасна анализа крви).

## Дијагноза
Дијагноза акутног респираторни дистрес синдрома најчешће се поставља у првих неколико минута или сати након рођења детета, и у начелу се заснива на процена тежине клиничке слике која се заснива на; клиничком прегледу на основу
- Силверман Андерсоновог скора (табела 1)
- Анализе респираторних гасова у крви уз помоћ ацидобазног скора (табела 2)
- Рендгенографског снимка срца и плућа по Бомселлу (табела 3)

| Табела 1. Силверман-Андерсон скор | Табела 1. Силверман-Андерсон скор | Табела 1. Силверман-Андерсон скор | Табела 1. Силверман-Андерсон скор    |
| Симптоми                          | 0                                 | 1                                 | 2                                    |
| --------------------------------- | --------------------------------- | --------------------------------- | ------------------------------------ |
| Фреквенца дисања                  | 25/min                            | 25-40/min                         | Преко 40/min                         |
| Цијаноза                          | Одсутна                           | Једва уочљива                     | На уснама и прстима                  |
| Диспнеја                          | Лако отежано                      | Међуребарно и трбушно увлачења    | Укључена помоћна дисајна мускулатура |
| Свест                             | Очувана                           | Говорна комуникација могућа       | Присутна само реакција на бол        |
| Стењање                           | Једва чујно                       | Јако чујно                        | Одсуство стењања-исцрпљеност         |

НАПОМЕНА: 0-3 лак • 4-5 тежи • 6 опасност
| Табела 2. Ацидобазни скор за процену АРДС | Табела 2. Ацидобазни скор за процену АРДС | Табела 2. Ацидобазни скор за процену АРДС | Табела 2. Ацидобазни скор за процену АРДС | Табела 2. Ацидобазни скор за процену АРДС |
| Параметри                                 | 0                                         | 1                                         | 2                                         | 3                                         |
| ----------------------------------------- | ----------------------------------------- | ----------------------------------------- | ----------------------------------------- | ----------------------------------------- |
| pO2 ( kPa)                                | > 8                                       | 6,6 - 8                                   | < 6,6                                     | < 6,6                                     |
| pC02 (k Pa)                               | < 6,6                                     | 6,6,- 8                                   | 8 – 9,3                                   | > 9,3                                     |
| pH                                        | > 7,30                                    | 7,.29 – 7,2                               | 7,19 - 7,1                                | < 7,1                                     |

НАПОМЕНА: Скор већи од 3 представља индикацију за механичку вентилацију
| Табела 3. Рендгенографска класификација по Бомселу | Табела 3. Рендгенографска класификација по Бомселу                      |
| Параметри                                          | Опис                                                                    |
| -------------------------------------------------- | ----------------------------------------------------------------------- |
| Први степен                                        | Дифузна ситно зрнаста засењења                                          |
| Други степен                                       | Присуство и мрљасто-тракаста засењења у централним деловима плућа       |
| Трећи степен                                       | Горе наведена засењења над целим плућима уз губитак јасне границе срца. |
| Четврти степен                                     | Замагљено плућно ткиво са ваздушним бронхограмом преко срчане сенке     |
| Пети степен                                        | Замагљена плућа са ваздушним бронхограмом и ван срчане сенке (wet lung) |

## Диференцијална дијагноза
| Стања која треба размотрити и диференцијална дијагноза | Стања која треба размотрити и диференцијална дијагноза |
| Стања која треба размотрити | Диференцијална дијагноза |
| --- | --- |
| - Тровање кисеоником, тровање угљоводоником - Вентилацијом индукована оштећења плућа - Смањен онкотски капиларни притисак - Неурогено изазван едем плућа - Постопстуктивни плућни едем (због повећаног негативног интерстицијалној притиска) - Масна емболија | - Акутни постстрептококни гломерулонефритис • Нефротски синдром • Педијатријски нефритис - Синдом афебрилне упале плућа • Аспирациони пнеумонитис и упала плућа - Бактеријска пнеумонија • Вирусна пнумнија - Страно тело у дисајним путевима - Астма - Констриктивни перикардитис - Емпијем и апсцесна пнеумонија - Гастроезофагеални рефлукс - Отакзивање срца - Хемосидероза - Велинска плућна хипертензија - Тровање угљеноводоником - Алергијски пнеумонитис • Упала плућа у имунокомпромитованих пацијената - Лимфангитис • Менингококна инфекција - Инфаркта миокарда у детињству • Педијатријски невирусни миокардитис - Педијатријски вирусни миокардитис • Педијатријски малигни перикарднјални излив - Педијатријски бронхиолитис • Педијатријска пнеумококна бактеријемија - Педијатријска примарна плућна хипертензија - Педијатријска респираторне инсуфицијенције - Пнеумококне инфекције • Пнеумомедиастинум • Микоплазмом изазвана упала плућа - Пнеумоторакс • Плућна ателектаза • Плућна емболија • Инфаркт плућа |

## Терапија
За педијатријски акутни респираторни дистрес синдром за сада не постоји одговарајућа терапија. Камен темељац лечења је беспрекорна интензивне нега, која укључује и рођење недоношчета у центрима где постоје могућност стабилизације дисајних функција, која укључују интубацију и механичку вентилацију.
Препорука је интрамускуларно дати две дозе од по 12 mg у размаку од 24 часа. Пренаталну се терапију кортикостероидима препоручује дати код претећег превременог порођаја у свим трудноћама мањим од 35 недеља. Иако клинички покушаји с пренаталним кортикостероидима нису показали статистички значајно смањење РДС-а у недоношчади мање од 28 недеља трудноће, може се претпоставити да је то због недовољног броја врло незреле недонођенчади која су била укључена у оригиналне студије. Побољшан неуролошки исход је показан иу најмање недоношчади. Оптимални размак између лечења и порођаја је више од 24 сата и мање од 7 дана од почетка давања кортикостероида.
Превенција превременог порођаја
Лечење АРДС-а би требало започети пре порођаја, укључивањем у процес лечења педијатриског и део перинаталног тима, јер у највећем броју случајева претходе знаци претећег превременог порођаја, дају лекарима довољно времена за интервенцију, која укључује и „ин утеро“ (мајчин) транспорт.
Превремени порођај се може одложити, применом антибиотика а у случајевима превременог пуцања плодових овојница и краткотрајном применом токолитика, како би се организовао транспорт у перинатални центар и обезбедио почетни учинак кортикостероида. Кортикостероиди се дају мајци како би се смањио морталитет, како мајке тако и плода.
Рани почетак терапије
Раним почетком лечење, уз покушај да се избегне настанак сепсе и пнеумоније, могу се избећи касне компликације и лош исход. Колико год је то могуће, раном терапијом треба смањити ризик од синдрома мултиорганске дисфункције (МОД) и вентилацијом индуковане повреде плућа (ВИПП) што је пре свега од суштинског значаја.
Такође реанимицију треба започети нежно избегавајући велике респираторне волумене и излагање 100% кисеонику, под условом да постоји адекватно побољшање срчане еакције (> 100/min). Код изузетно незреле новорођенчади интубацију треба започети у породилишту у циљу профилактичне примене сурфактанта. Код зрелије недоношчади треба рано применити ЦПАП, а ако се појаве знаци АРДС-а треба рано применити терапију сурфактантима.
Многи терапијски облици и предложене стратегије за АРДС заснивају са на рационалним физиолошких и патолошких принципима, али они нису показали да имају недвосмислене предности. Разлози укључују непотпуно разумевање патофизиологији АРДС, недостатка стандардизованог дијагностичких тестова, као и хетерогеност болести и разнолика популација пацијената.
Осим тога, немогућност да се адекватно контролишу бројне терапије, конкретно вентилацијски модалитети, као и чињеница да је већина пацијената умрло од МОД или је она убрзала ток болести, о чему говори анализу и интерпретацију података из многих суђења која су покренули родитељи.
Досадшња истраживања на животињама и у малим студијама на људима, многих фармацеутска средства, нису показала недвосмислену корист на великом узорку. Ова средства укључују системске плућне вазодилататоре, пентоксифиллин, разне антиоксиданте, кетоконазол, антицитокине и антипротеаза. Њихова употреба истражује се и даље.

### Механичка вентилација
Основне поставке
- Механичка вентилација плућа је дуготрајно вештачко дисање, које се остварује уз помоћ, за ту намену, специјално конструисаниh уређајa, вентилаторa.
- Код механичке вентилације плућа, у дисајне путеве се под задатим позитивним притиском утискује ваздух у плућа (дисајни волумен), при чему се структуре грудног коша понашају пасивно.
- Комплијанса плућа, мера је плућне растегљивости и изражава се порастом волумена плућа за јединицу промене притиска ваздуха у плућима.
- При механичкој вентилацији плућа комплијанса је мања, јер грудни кош пасивно лежи на плућима.
- Отпор струјању ваздуха у дисајним путевима и околним ткивима представља респирациони отпор (резистенција) и изражава се разликом у притисцима између уста и алвеола, подељено протоком ваздуха кроз дисајни пут.
- У оболелим плућима резистенција може бити знатно повећана, као што је то случај код АРДС.

Значај механичка вентилације у АРДС
Вентилација је „камен темељац“ лечења болесника са АРДС. Неинвазивни позитиван притисак у вентилаторима или ендотрахеална интубација са механичком вентилацијом, најчешће је неопходна код болесника са клинички и радиографски доказаним знацима погоршања болести плућа и фракцијом удахнутог кисеоника (FIO2) већом од 50%. Оствараивање равнотеже на нивоу вентилационе подршке неопходне је како би се обезбедила правилна вентилација уз минималну употребу кисеоника, и тиме избегла његова нежељена дејства.
Традиционално, многа се новорођенчад оживљава применом вентилације балоном преко маске уз 100% кисеоник, затим следи рана интубација због профилактичне примене сурфактанта и на крају ручна вентилација 100% кисеоником. Међутим, према последњим студијама, постоје докази да је 100% кисеоник повезан са чешћим морталитетом код новорођенчади која су рођена у термину или близу физиолошког термина рађања.
Рана употреба неинвазивне вентилације користи се у АЛИ и АРДС како би се избегла ендотрахеална интубација. Објављена искуства, која су у великој мери ограничена на одрасле особе, препоручују примену, код већина пацијената са АРДС, ендотрахеалну интубацију уз контролу дисајних путева и инвазивну механичку вентилацију.
Континуирано позитиван притисак у дисајним путевима, може се у терапији остварити и преко носне каниле или маске за лице, јер се показала као успешна у одржавању адекватне оксигенације и вентилацију код неких болесника са предстојећом акутном респираторном инсуфицијенцијом, а која би иначе захтевала трахеалну интубацију.

### Терапија сурфактантима
Једна од кључних разлога за прогресију АРДС је недостатак или смањење плућног сурфактанта или присуство инхибитора сурфактанта у алвеолама. Зато се непрестано спроводе клиничка испитивања АРДС широм света, како би се што подробније испитала улогуа егзогеног сурфактанта у лечењу АРДС.
Давање егзогеног сурфактанта има многе теоријске предности, као што је показано и „ин витро“, укључујући превенцију алвеоларног колапса, одржавање усклађености плућне функције, оптимизацију кисеоника, унапређење цилијарних функција, ефикасније уништавања бактерија, и низак инфламаторни одговор.
Све већи број студија подржава употребу сурфактанта код тешког педијатријског АРДС. нашта указује побољшање индекса оксигенације и хипоксемије, без промена у другим симптомима који утичу на коначни исход лечења.
Примена сурфактаната значајно је смањила смртност деце, за око 17%. Ово смањење најизраженије је код болесника млађих од 12 месеци, код којих је истовремено ризик од смти самњен за 33%.
| Најчешће коришћени сурфактанти у терапији АРДС | Најчешће коришћени сурфактанти у терапији АРДС                                                                                 |
| Назив препеарата                               | Састав, порекло, дозирање |
| ---------------------------------------------- | --- |
| Survanta i Surfactant TA                       | Уситњена плућа говеда - DPPC, трипалмитин, SP-B <0.5%, SP-C 99% укупних протеина - 4 mL/kg (100 mg/kg), 1-4 дозе на сваких 6 h |
| Alveofact                                      | Испирак говеђих плућа - 99% PL, 1% SP-B and SP-C                                                                               |
| Bovine lipid extract surfactant (bLES)         | Испирак говеђих плућа - 75% PC - 1% SP-B i SP-C                                                                                |
| Infasurf                                       | Испирак телећих плућа- DPPC трипалмитин, SP-B 290 g/mL, SP-C 360 g/mL - 3 mL/kg (105 mg/kg), 1-4 дозе на сваких 6-12 h         |
| Calf lung surfactant extract (CLSE)            | Сличан Infasurfu |
| Curosurf                                       | Уситњена плућа свиње - DPPC, SP-B 30% i SP-C (непозната количина) - 2.5 mL/kg (200 mg/kg),1.25 mL (100 mg/kg)                  |
| Exosurf                                        | Синтетски - 85% DPPC, 9% hexadecanol, 6% tyloxapol - 5 mL/kg (67.5 mg/kg),                                                     |
| Surfaxan (KL4)                                 | Синтетски DPPC, синтетски пептид                                                                                               |
| Artificial lung expanding compound (ALEC)      | Синтетски - 70% DPPC, 30% несатурисани phosphatidylglycerol V                                                                  |

### Профилаксе сепсе
Инфекција бета-хемолитичким стрептококом групе Б (БЈСБ) један је од најчешћи узрок тешке инфекције у раном периоду живота новорођеначади. У жена за које се зна да су контаминиране БХСБ-ом је могуће је смањити опасност ране неонаталне сепсе применом интрапарталне антибиотске профилаксе.
Мада је појава ране БХСБ сепса релативно ретка (1: 1000 порођаја), и до 30% болесне недоношчади може умрети, док ће се код преживеле деце у високом проценту развити неуролошка оштећења, посебно код недоношчади у форми менингитиса. Недоношеност, заједно са осталим ризичним факторима повећава учесталост БХСБ-а, а симптоми ране БХСБ су пнеумоније врло налик на АРДС.
У свакодневној педијатријској пракси постало је уобичајено узорковање крви за хемокултуру код недоношчади са АРДС-ом, као и крви за друге биохемијске анализе којима се доказује сепса (као што су неутропенија, тромбоцитопенија и повишена вредност Ц-реактивног протеина).
У том циљу, општеприхваћен је став да се лечење антибиотицима, који делују на БХСБ, започне код све деце са АРДС-ом док се не искључи сепса, што је обично после два дана колико је потребно да се добије негативни налаз хемокултуре.

## Компликације
Иако је савременим начином лечења значајно смањена, учесталост и озбиљност компликација респираторно дистрес синдрома, он може резултовати клинички и значајним коморбидитетом. Последице респираторног дистрес синдром укључују следећа стања:
- Сепса
- Бронхопулмонална дисплазија
- Патент дуктус артериозус
- Плућна крварења
- Апнеа / брадикардија
- Некротизирајући ентероколитис
- Ретинопатија преране зрелости
- Хипертензија
- Засој у развоју
- Интравентрикуларно крварење
- Перивентрикуларна леукомалакија - са науровегетативним и аудио-визуелним сметњама